# Горячев, Юрий Фролович
Юрий Фролович Горячев (11 ноября 1938 года — 20 января 2010 года) — губернатор Ульяновской области с 1992 по 2001 год.

## Биография
Родился 11 ноября 1938 года в д. Ново-Осоргино Камышлинского района Куйбышевской области.

### Образование
Среднюю школу окончил в  райцентре Шентала Куйбышевской  области  в  1956 году.
Окончил ветеринарный факультет Ульяновского сельскохозяйственного института в 1961 году, заочную Высшую партийную школу (ВПШ) при ЦК КПСС в 1974 году, затем работал заведующим межрайонной ветеринарно-бактериологической лабораторией.

### Политическая деятельность

#### СССР
Был первым секретарем Новоспасского РК ВЛКСМ, комсоргом Новоспасского территориального колхозно-совхозного управления, вторым секретарем Ульяновского сельского обкома ВЛКСМ, вторым секретарем Кузоватовского РК КПСС Ульяновской области.
С 1965 года — первый секретарь Ульяновского обкома ВЛКСМ.
С 1973 года — первый секретарь Ульяновского райкома КПСС.
В 1987—1990 гг. — председатель Исполкома Ульяновского областного Совета.
В апреле 1990 года был избран председателем Ульяновского областного Совета народных депутатов, а также, на альтернативной основе, первым секретарем Ульяновского обкома КПСС.
В июле 1990 года был избран членом ЦК КПСС.

#### Россия
С 1990 по 1993 год — народный депутат РФ, входил во фракцию «Коммунисты России».
23 июля 1991 года, по личному заявлению, сложил с себя полномочия первого секретаря обкома КПСС.
В январе 1992 года был назначен Губернатором Ульяновской области.
В декабре 1993 года был избран депутатом Совета Федерации первого созыва (получил на выборах свыше 90 % голосов), являлся членом Комитета Совета Федерации по вопросам науки, культуры и образования.
В декабре 1996 года был избран главой администрации Ульяновской области, на выборах получил более 42 % голосов избирателей, принявших участие в голосовании.
С января 1996 года по декабрь 2000 года по должности входил в состав Совета Федерации РФ, являлся членом Комитета по науке, культуре, образованию, здравоохранению и экологии.
24 декабря 2000 года на очередных губернаторских выборах набрал 23 % голосов и уступил победу генералу Владимиру Шаманову (56 %). Перед выборами Горячев утверждал, что за Шамановым стоит тольяттинский и самарский криминал, тем самым пытаясь не допустить победы Шаманова на выборах.
В январе 2001 года распространились слухи о самоубийстве Горячева, однако позднее они были опровергнуты.
В декабре 2004 года также принял участие в губернаторских выборах в Ульяновской области (в первом туре выборов набрал менее 10 %).
С февраля 2005 года являлся советником главы администрации Ульяновской области на общественных началах.

### Награды и звания
Награждён орденами Октябрьской Революции, Дружбы народов, двумя орденами «Знак Почета», Почетной грамотой Совета Федерации.

## Семья
Его сын – Олег.